# کریگ سامز
کریگ سامز (انگلیسی: Craig Sams؛ زادهٔ ۱۷ ژوئیهٔ ۱۹۴۴) کارآفرین اهل بریتانیا است، که در سال ۱۹۹۱ شرکت گرین اند بلکس را تأسیس کرد.